# チア (女神)
チア(Chía)はムイスカ人の宗教の三相一体の女神。 月の女神で、日の神スー(神)の妻。 主にコロンビアのムイスカ人の間で信仰されている。名前はチブチャ語で月のような人という意味。現在のボゴタを含む領土を支配したジパの守護神。現在のチア、クンディナマルカはチア信仰の中心地で、その語源もチアに由来する。チアは楽しさ、ダンス、芸術の保護者であること、世俗的な快楽の象徴であった。神聖な暦の司祭は金や陶器の提供を含め、女神専用の儀式を担当した。